# Johan Gabriel Richert
Johan Gabriel Richert (født 24. marts 1784 i Vestergötland, død 2. januar 1864 i Göteborg) var en svensk jurist.
Richert blev medlem af lovkommissionen 1814, senere af lovkomiteen. Han blev ekspeditionssekretær hos justitskansleren 1820. Richert var en ualmindelig kundskabsrig og skarpsindig jurist, med stor formel og stilistisk evne, hans indflydelse på lovkommissionernes arbejder overordentlig; hans betydning som jurist og lovkoncipist er af Johannes Steenstrup med føje sammenstillet med Ørsteds i Danmark og Schweigaards i Norge. Bortset fra sin andel i de forskellige lovforslag (1815—50) har Richert sammen med Carl Henrik Anckarswärd skrevet Förslag till National-Representation (Stockholm 1830), som fremkaldte en kritik af Crusenstolpe.